# Liste der Baudenkmäler in Pechbrunn
Auf dieser Seite sind die Baudenkmäler in der Oberpfälzer Gemeinde Pechbrunn zusammengestellt. Diese Tabelle ist eine Teilliste der Liste der Baudenkmäler in Bayern. Grundlage ist die Bayerische Denkmalliste, die auf Basis des Bayerischen Denkmalschutzgesetzes vom 1. Oktober 1973 erstmals erstellt wurde und seither durch das Bayerische Landesamt für Denkmalpflege geführt wird. Die folgenden Angaben ersetzen nicht die rechtsverbindliche Auskunft der Denkmalschutzbehörde.

## Baudenkmäler nach Ortsteilen

### Pechbrunn
| Lage                                              | Objekt                            | Beschreibung                                                  | Akten-Nr.    | Bild           |
| ------------------------------------------------- | --------------------------------- | ------------------------------------------------------------- | ------------ | -------------- |
| Kardinal-Grillmeier-Platz 3 (Standort)            | Katholische Pfarrkirche Herz Jesu | Neubarock,1913; mit Ausstattung                               | D-3-77-145-1 | weitere Bilder |
| Finkl (Standort)                                  | Vierzehn-Nothelfer-Kapelle        | Neugotisch, 1888, mit Ausstattung; zu Spitzlbergweg 2 gehörig | D-3-77-145-2 | BW             |
| Rothemarter-Schlag (am Weg nach Großbüchlberg) () | Muttergottesbildstock             | gestiftet um 1860/70                                          | D-3-77-145-4 |                |
| Rothemarter-Schlag (am Weg nach Großbüchlberg) () | Sogenanntes Pirner-Marterl        | pyramidenartiger Granit mit Inschrifttafel, 1884              | D-3-77-145-3 |                |

### Keinem Gemeindeteil zugeordnet
| Lage                                                                | Objekt                                 | Beschreibung | Akten-Nr.    | Bild |
| ------------------------------------------------------------------- | -------------------------------------- | --- | ------------ | ---- |
| Erlenlohe; Erllohdick; Steinberg (Standort)                         | Grenzsteine                            | Teil der Grenzsteinreihe der sogenannten "Preußensteine" der ehemaligen, von 1791 bis 1810 gültigen Landesgrenze zwischen Preußen und Pfalz-Bayern, zwischen Buchbrunnen (Tschechien) bis Haingrün mit ursprünglich ca. 200 Grenzsteinen des im Vertrag vom 30. Juni 1803 neu festgesetzten Grenzverlaufs erhalten, heute noch teilweise Regierungsbezirksgrenze, Steine bezeichnet mit „Pr.“ (= Preußen) und „P.B.“ (= Pfalz-Bayern) sowie mit fortlaufender Ordnungsnummer (teilweise in den Gemeindegebieten von Konnersreuth, Waldsassen, Arzberg, Marktredwitz und Schirnding) | D-3-77-145-9 | BW   |
| Silberrangenabhang (im Staatswald nördlich von Groschlattengrün) () | Pfälzische und preußische Wappensteine | Vor 1804 | D-3-77-145-6 |      |

## Abgegangene Baudenkmäler
In diesem Abschnitt sind Objekte aufgeführt, die früher einmal in der Denkmalliste eingetragen waren, jetzt aber nicht mehr existieren, z. B. weil sie abgebrochen wurden. Aktennummern in diesem Abschnitt sind ehemalige, jetzt nicht mehr gültige Aktennummern.

| Lage                                 | Objekt             | Beschreibung | Akten-Nr.    | Bild |
| ------------------------------------ | ------------------ | --- | ------------ | ---- |
| Pechbrunn Bahnhofstraße 3 (Standort) | Ehemaliger Bahnhof | Dreigeschossiges Empfangs- und Verwaltungsgebäude über rechteckigem Grundriss, Satteldach, 1882. Das gesamte Gebäude wurde im Jahre 1900 um wenige Meter verschoben, daher der Name „der verrückte Bahnhof“. Wurde im Mai 2019 abgerissen. | D-3-77-145-7 | BW   |